# Asparagus subulatus
Asparagus subulatus är en sparrisväxtart som beskrevs av Carl Peter Thunberg. Asparagus subulatus ingår i släktet sparrisar, och familjen sparrisväxter. Inga underarter finns listade i Catalogue of Life.